# Saint-Remy-sur-Bussy
Saint-Remy-sur-Bussy és un municipi francès, situat al departament del Marne i a la regió del Gran Est. L'any 2007 tenia 339 habitants.

## Demografia

### Població
El 2007 la població de fet de Saint-Remy-sur-Bussy era de 339 persones. Hi havia 115 famílies, de les quals 24 eren unipersonals (16 homes vivint sols i 8 dones vivint soles), 36 parelles sense fills i 55 parelles amb fills.
La població ha evolucionat segons el següent gràfic:
Habitants censats

### Habitatges
El 2007 hi havia 117 habitatges, 115 eren l'habitatge principal de la família i 2 estaven desocupats. 114 eren cases i 4 eren apartaments. Dels 115 habitatges principals, 84 estaven ocupats pels seus propietaris i 32 estaven llogats i ocupats pels llogaters; 1 tenia dues cambres, 4 en tenien tres, 22 en tenien quatre i 89 en tenien cinc o més. 92 habitatges disposaven pel capbaix d'una plaça de pàrquing. A 44 habitatges hi havia un automòbil i a 66 n'hi havia dos o més.

### Piràmide de població
La piràmide de població per edats i sexe el 2009 era:
| Homes | Edats   | Dones |
| ----- | ------- | ----- |
| 0     | 95 o +  | 0     |
| 4     | 90 a 94 | 0     |
| 4     | 85 a 89 | 0     |
| 0     | 80 a 84 | 4     |
| 4     | 75 a 79 | 12    |
| 12    | 70 a 74 | 0     |
| 0     | 65 a 69 | 8     |
| 0     | 60 a 64 | 4     |
| 12    | 55 a 59 | 0     |
| 8     | 50 a 54 | 12    |
| 0     | 45 a 49 | 4     |
| 20    | 40 a 44 | 16    |
| 28    | 35 a 39 | 16    |
| 8     | 30 a 34 | 4     |
| 4     | 25 a 29 | 12    |
| 0     | 20 a 24 | 0     |
| 8     | 15 a 19 | 8     |
| 20    | 10 a 14 | 16    |
| 12    | 5 a 9   | 24    |
| 0     | 0 a 4   | 0     |

## Economia
El 2007 la població en edat de treballar era de 206 persones, 156 eren actives i 50 eren inactives. De les 156 persones actives 145 estaven ocupades (83 homes i 62 dones) i 11 estaven aturades (5 homes i 6 dones). De les 50 persones inactives 11 estaven jubilades, 25 estaven estudiant i 14 estaven classificades com a «altres inactius».

### Ingressos
El 2009 a Saint-Remy-sur-Bussy hi havia 115 unitats fiscals que integraven 337 persones, la mediana anual d'ingressos fiscals per persona era de 18.265 €.

### Activitats econòmiques
Dels 7 establiments que hi havia el 2007, 2 eren d'empreses alimentàries, 3 d'empreses de comerç i reparació d'automòbils i 2 d'empreses de serveis.
Dels 2 establiments comercials que hi havia el 2009, 1 era una botiga de menys de 120 m² i 1 una peixateria.
L'any 2000 a Saint-Remy-sur-Bussy hi havia 22 explotacions agrícoles que ocupaven un total de 2.988 hectàrees.

## Equipaments sanitaris i escolars
El 2009 hi havia 1 escola maternal i 1 escola elemental.

## Poblacions més properes
El següent diagrama mostra les poblacions més properes.